# William Dunn Moseley

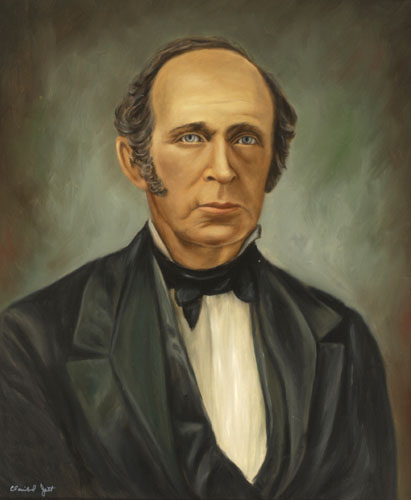
William Moseley (Gemälde von Claribel Jett, etwa 1960)

William Dunn Moseley (* 1. Februar 1795 im Lenoir County, North Carolina; † 4. Januar 1863 in Palatka, Florida) war ein US-amerikanischer Politiker und von 1845 bis 1849 der erste Gouverneur des Bundesstaates Florida.

## Frühe Jahre und politischer Aufstieg
William Moseley absolvierte 1818 die University of North Carolina. Nach einem anschließenden Jurastudium und seiner Zulassung als Anwalt praktizierte er in Wilmington. Moseleys politische Laufbahn begann noch in North Carolina. Zwischen 1829 und 1836 gehörte er als Demokrat dem Senat dieses Staates an. Für einige Jahre war er sogar dessen Präsident (Speaker). Eine Bewerbung um die demokratische Nominierung für das Amt des Gouverneurs von North Carolina scheiterte an nur drei Stimmen. Im Jahr 1836 zog er nach ins Florida-Territorium, wo er eine Plantage erworben hatte. Auch in seiner neuen Heimat nahm er aktiv am politischen Geschehen teil. Im Jahr 1840 wurde er Abgeordneter im territorialen Senat.

## Gouverneur von Florida
Am 3. März 1845 trat Florida als 27. Bundesstaat in die Union ein. Damit endete der Status des Territoriums und eine neue Verwaltung musste geschaffen werden. Bereits in den Jahren zuvor war eine Verfassung ausgearbeitet worden, die nun in Kraft trat. Am 26. Mai 1845 fanden die ersten Gouverneurswahlen in dem neuen Staat statt. Dabei gelang es Moseley, der die Nominierung der Demokratischen Partei erhalten hatte, sich gegen den favorisierten Kandidaten der Whig Party und ehemaligen Territorialgouverneur Richard Keith Call durchzusetzen. Seine Amtszeit begann am 25. Juni 1845 und endete am 1. Oktober 1849. In dieser Zeit musste die Verwaltung und Regierung Floridas eingerichtet werden. Das Kapitol wurde in seinem ersten Regierungsjahr vollendet. Gouverneur Moseley förderte den Aufbau der Landwirtschaft und trat für staatliche und öffentliche Schulen ein. Der Gouverneur musste seinen Beitrag für den Mexikanisch-Amerikanischen Krieg leisten, das heißt: Soldaten rekrutieren und Militäranlagen des Bundes in seinem Staat unterhalten. In dem Konflikt zwischen weißen Siedlern und den Indianern trat der Gouverneur als Vermittler auf. Moseley war auch ein Verfechter der Rechte der Einzelstaaten gegenüber der Bundesregierung.

## Weiterer Lebensweg
Die Verfassung Floridas erlaubte keine direkte Wiederwahl des Gouverneurs. Aus diesem Grund musste Moseley nach Ablauf seiner Amtszeit das Amt aufgeben. Er zog sich in der Folge auf seine Plantagen zurück und kümmerte sich um seine privaten Interessen. Politisch ist er nicht mehr in Erscheinung getreten. Er starb im Januar 1863. William Moseley war mit Susan Hill verheiratet, das Paar hatte sechs Kinder.